# Jesse Rutherford
Jesse James Rutherford (* 21. srpna 1991 Thousand Oaks, Kalifornie) je americký zpěvák a herec, známý jako frontman rockové kapely The Neighbourhood. Zahrál si také v epizodě Nájezdníci televizního seriálu Star Trek: Enterprise.

## Film
Poté, co jako dítě hrál v reklamních spotech, získal v roce 2002 roli ve filmu Život nebo něco takového a v témže roce i ve filmu Ted Bundy, a k tomu i malou televizní roli v epizodě Nájezdníci seriálu Star Trek: Enterprise.

## Hudba
V roce 2011 zveřejnil promo kompilaci nazvanou "Truth Hurts, Truth Heals". Jeho hudební kariéra s The Neighbourhood začala v roce 2012 s jejich první písní "Female Robbery", po níž následovala "Sweater Weather", která se v červnu 2013 vyšplhala na žebříčku Alternative Songs časopisu Billboard až na první místo. Během následujících let vydal společně s The Neighbourhood 4 studiová alba, několik singlů a mnoho EPs. Samostatně pod pseudonymem "Jesse" vydal 2 studiová alba, která kombinují několik hudebních stylů včetně R&B, hip-hopu a alternativního rocku.

### Hudební videoklipy
- 2012: The Neighbourhood: Let It Go
- 2013: The Neighbourhood: Sweater Weather
- 2016: The Neighbourhood - Daddy Issues